# Hermann Ölberg
Hermann Maria Ölberg (geb. am 14. Oktober 1922; gest. am 25. Februar 2017) war ein österreichischer Albanologe und Interlinguist, bekannt für Forschungen auf dem Gebiet der Indogermanistik. Sein Spezialgebiet waren die albanische Sprache und die Geschichte Albaniens; wichtig war auch sein Wirken als Esperantist.

## Wissenschaftliches Wirken
Ölberg studierte ab 1948 an der Universität Innsbruck allgemeine Sprachwissenschaft und promovierte 1962 mit einer Arbeit zur Toponomastik. Im Jahre 1972 habilitierte er sich mit einer albanologischen Studie zur Phonologie und zum indogermanischem Wortschatz. Zwischen 1975 und 1987 war er in Tirols Hauptstadt Universitätsprofessor für allgemeine und angewandte Sprachwissenschaft.
Darüber hinaus ließ sich Ölberg für Plansprachen, insbesondere für Esperanto, begeistern. Dieses Idiom hatte er 1948 bei Leo Blaas (1891–1951), Richter und langjähriger Präsident des Innsbrucker Esperantoklubs, erlernt. Geschätzt war auch sein langjähriges Dozieren über akustische Phonetik. Viele Jahrzehnte redigierte er die wissenschaftliche Zeitschrift Innsbrucker Beiträge zur Kulturwissenschaft, die 1953 Johann Knobloch begründet hatte. Sein Nachfolger als Redakteur wurde Wolfgang Meid. Ölberg engagierte sich auch im Präsidium der philosophischen Fakultät.  Die von Ölberg behandelte wissenschaftliche Themenvielfalt ist erstaunlich. Fachkollegen aus den deutschsprachigen Ländern gaben noch 2015 Texte von ihm als Buch heraus. Im Alter von über 90 Jahren ließ Ölberg zwei Monographien edieren.
Seine Arbeiten wurden essentiell für die neuere wissenschaftliche Aufarbeitung des Albanischen: Somit führte Ölberg die Tradition der österreichischen und deutschen Schulen zur Erforschung der albanischen Kultur und der innerbalkanischen Beziehungen auf würdigste Weise fort. Seit 1972 leitete Ölberg das albanologische Seminar an der Hochschule in Innsbruck und machte es so zu einem in ganz Europa bekannten Zentrum für Albanien-Studien. Darüber hinaus organisierte er wichtige wissenschaftliche Kongresse (etwa 1972 ein internationales Kolloquium zur Albanologie in Innsbruck) und verschaffte albanischen Nachwuchswissenschaftlern  Weiterbildungs- und Postgraduateaufenthalte in der Republik Österreich. Im Jahre 2005 ehrte man ihn vonseiten der Universität Tirana durch die Verleihung des Ehrendoktorats.

## Werke und Aufsätze (Auswahl)
- Illyrisch, Alteuropäisch, Breonisch. in: Wolfgang Meid, Hermann M. Ölberg, Hans Schmeja (Hrsg.): Studien zur Namenkunde und Sprachgeographie. Festschrift für Karl Finsterwalder zum 70. Geburtstag [= Innsbrucker Beiträge zur Kulturwissenschaft 16]. Innsbruck 1971, S. 47–59.
- Akten des Internationalen Albanologischen Kolloquiums zum Gedächtnis an Univ.-Prof. Dr. Norbert Jokl: Innsbruck, 28.9.–3.10.1972.
- mit Kunigunde Müller: Grundlagen der Sprachschallanalyse (Sonagraphie). Innsbruck 1976.
- Zur Grundlegung der Interlinguistik. in: Plansprachen. Darmstadt 1976, S. 243–254.
- Die Weltsprachenfrage im wissenschaftlichen Werk Hugo Schuchardts. Sonderdruck aus: Sitzungsbericht der philosophisch-historischen Klasse. Österreichische Akademie der Wissenschaften, Wien 1978.
- Interlinguistik – Teil der Linguistik? in: Terminologie als angewandte Sprachwissenschaft. München 1979, S. 239–246.
- mit Wolfgang Meid, Hans Schmeja (Hrsg.): Sprachwissenschaft in Innsbruck. Arbeiten von Mitgliedern und Freunden des Instituts für Sprachwissenschaft der Universität Innsbruck aus Anlass des fünfzigjährigen Bestehens des Instituts im Jahre 1978 und zum Gedenken an die 25. Wiederkehr des Todestages von Hermann Ammann am 12. September 1981. Innsbruck 1982.
- Universität Innsbruck. Institut für Sprachwissenschaft: Dokumente zur Geschichte der indogermanischen und allgemeinen Sprachwissenschaft sowie der altindischen Geschichte (Philologie) und Altertumskunde an der Universität Innsbruck von den Anfängen (1861) bis 1945. Innsbruck 1984.
- La lektorato Esperanto je la universitato de Innsbruck. Innsbruck 1986.
- Untersuchungen zum indogermanischen Wortschatz des Albanischen und zur diachronen Phonologie aufgrund des Vokalsystems (= Albanische Forschungen Nr. 35). Harrassowitz 2013, ISBN 3-447069597.[1]
- Aufsätze zur Interlinguistik und Esperantologie. Edition Iltis, Bad Bellingen 2015, ISBN 978-3-943341-32-4